# Michał Tyszkiewicz (ordynat)
Michał Tyszkiewicz (ur. 4 grudnia 1828 w Wołożynie, zm. 18 listopada 1897 w Rzymie) – polski hrabia, podróżnik, kolekcjoner, archeolog amator.
Podróżował po Egipcie i Nubii (1861–1862 i 1867–1868), prowadząc wykopaliska i gromadząc kolekcję antyków, która obecnie rozproszona jest w wielu miejscach świata (m.in. Paryż, Londyn, Kopenhaga, Berlin, Boston, Rzym Muzeum Narodowe w Warszawie. Jest m.in. autorem Dziennika podróży do Egiptu i Nubii (1861-1862), opublikowanego po raz pierwszy w Paryżu w 1863 roku.
II ordynat birżański, potwierdzony hrabią w Imperium Rosyjskim 8 maja 1861.

## Rodzina i wykształcenie
Hrabia Michał Tyszkiewicz pochodzi z zamożnej rodziny arystokratycznej, jednej z najbogatszych i najznaczniejszych w Wielkim Księstwie Litewskim. Jej nawrócenie na chrześcijaństwo i jej korzenie szlacheckie sięgają początku XV wieku. Jego dziadek, hrabia Michał Tyszkiewicz (1761-1839) służył w armii napoleońskiej i wziął udział w wojnie z Rosją w 1812 roku.
Hrabia Michał Tyszkiewicz urodził się 4 grudnia 1828 roku w Wołożynie na Litwie (dziś na Białorusi) jako pierwszy syn hr. Józefa Tyszkiewicza (1805-1844) i jego żony Anny z Zabiełłów. W 1848 roku ukończył gimnazjum wileńskie, zaś jego edukację systemową dopełniło domowe wykształcenie, którym kierował znakomity bibliograf i bibliotekarz uniwersytecki Adam Jocher. Warszawski Tygodnik Ilustrowany podaje w nocie pośmiertnej z 1898 roku, iż hrabia Michał jako „jeden z pierwszych stanął do materyalnego poparcia wileńskiego teatru i muzeum starożytności”. Natomiast Kurier Wileński w numerze 47 z 1860 roku wzmiankuje o Tyszkiewiczu, jako darczyńcy dla Muzeum, kiedy wzbogacił lokalne zbiory zabitym orłem rybołowem i mewą śmieszką. Jest to świadectwo pierwszej wielkiej pasji młodego hr. Michała, jaką było polowanie, co skrupulatnie odnotowuje Orgelbrand w swej Encyklopedii Powszechnej, w tomie 25. z 1867 r.

## Pierwsza podróż do Afryki
W listopadzie 1860 roku miała miejsce pierwsza wyprawa Tyszkiewicza, której celem stała się Algieria. Wraz z żoną i przyjacielem, malarzem Antonim Zaleskim hrabia spędził tam około dwóch tygodni, lecz nie osiągnął upragnionego celu, jakim miało być spektakularne polowanie na lwy i pantery. Prawdopodobnie pierwsza afrykańska podróż miała związek z odbytą w roku później wyprawą do Egiptu. Klimat w Afryce Północnej o tej porze roku korzystnie kontrastował z szarugami i słotami na Litwie. Niepowodzenie łowieckiej wyprawy do Algierii mogło także wzbudzić w namiętnym myśliwym potrzebę powtórnej konfrontacji z przyrodą krajów egzotycznych. Wybór Egiptu, jako miejsca kolejnej podróży nie był przypadkowy także z uwagi na tzw. „żyłkę antykwaryczną”, którą hrabia całe życie się szczycił. Zainteresowanie historią i starożytnymi zabytkami skłoniło Tyszkiewicza do odpowiednio solidnego przygotowania merytorycznego. Zakup kilku dzieł naukowych wybitnych uczonych egiptologów tamtego czasu, m.in. Gramatyki języka egipskiego J. Fr. Champolliona, poświadcza poważne zaplecze intelektualne, jakim dysponował hr. Michał podróżując po kraju faraonów, ponieważ w jego Dzienniku podróży do Egiptu i Nubii przeczytać można także o samodzielnych próbach odczytywania tekstów hieroglificznych. Zasób posiadanej wiedzy zdecydowanie wyróżnia go na tle tłumnie wówczas odwiedzających Egipt turystów europejskich, zwłaszcza Anglików. Przy czym trzeba zaznaczyć, że spotkanie z krajem faraonów motywowane było przede wszystkim pasją myśliwską. Dziennik Tyszkiewicza obfituje w opisy myśliwskich przygód: sukcesów, ale i niepowodzeń, oddanych z żarliwą namiętnością.

## Podróż do Egiptu (1861-62)
Podróż Michała Tyszkiewicza do Egiptu i Nubii rozpoczęła się w listopadzie 1861 roku przybiciem do portu w Aleksandrii. Kierując się kanałem el-Mahmudiya Tyszkiewicz dopłynął do Kairu, skąd następnie zapuszczając się w dół rzeki zapoznał się z kolejnymi miejscowościami Dolnego Egiptu aż do portu w Damietta, jeziora Manzala i Port Saidu, gdzie miał okazję doglądać budowę powstającego wówczas Kanału Sueskiego. W drodze powrotnej zwiedził m.in. Tell Atrib, gdzie około sto lat później prowadzić mieli wykopaliska polscy archeolodzy, poczynając od profesora Kazimierza Michałowskiego. W okolicach Kairu, w dzisiejszej dzielnicy Bulak, w towarzystwie słynnego archeologa Augusta Mariette’a zapoznał się dokładnie z imponującą kolekcją świeżo powołanego Muzeum Egipskich Starożytności. Płynąc na południe w kierunku Górnego Egiptu, mijając takie miejscowości jak Afroditopolis, Minia, Beni Hassan, Antinoupolis czy Tell el-Amarna, słynne miasto założone przez faraona XVIII dynastii Amenhotepa IV Echnatona, hrabia Tyszkiewicz nieustannie cieszył się zaspokajaniem swych ambicji łowieckich. Jednak dla rozwoju samej nauki najistotniejszym aspektem tej podróży z pewnością pozostaje działalność archeologiczna hr. Michała, która okazała się niespodzianką nawet dla niego samego.
Już na kilka lat przed egipską podróżą Tyszkiewicza, staraniem głównego szefa Służby Starożytności, wspomnianego już Augusta Marietta, było ograniczenie nielegalnego wydobywania i wywozu zabytków starożytnych. Wydane wówczas rozporządzenia przyzwalały na prowadzenie wykopalisk przez prywatne osoby tylko na wschodnim brzegu Nilu po wcześniejszej oficjalnej zgodzie Marietta. Z tego względu nawet najzamożniejszy turysta z Europy nie mógł nawet marzyć o prowadzeniu własnych wykopalisk. Jednakże hr. Michał Tyszkiewicz dokonał tego niezwykłego osiągnięcia. Konsul rosyjski załatwia mu audiencję u wicekróla Saida Baszy. Po miłej, choć zdawkowej rozmowie basza obiecał hrabiemu tzw. firman, czyli list polecający, który ma mu ułatwić trudną i niepewną podróż do Nubii, po czym nie wywiązuje się ze swej obietnicy. Zorientowawszy się, że może to być odebrane jako niegrzeczność, Said Basza uczynił wyjątek i prawdopodobnie bez konsultacji z Augustem Mariette udzielił Tyszkiewiczowi zgody na prowadzenie wykopalisk na terenie całego kraju. Tę niesamowitą wiadomość Tyszkiewicz otrzymał docierając do Teb, królestwa archeologii egipskiej. Takim sposobem hr. Michał stał się jedynym Polakiem, który w XIX wieku prowadził wykopaliska w Egipcie pod swym własnym nazwiskiem.
Warto może dodać, że w Kairze został Tyszkiewicz przedstawiony wicehrabiemu Ferdynandowi de Lesseps, budowniczemu Kanału Sueskiego, którego siostrzeniec pan Rameau zgodził się towarzyszyć Tyszkiewiczowi w dalszej podróży po Nilu do Nubii.

## Wykopaliska w Egipcie
Sposób prowadzenia wykopalisk opisany w Dzienniku podróży świadczy, że Michał Tyszkiewicz, podobnie jak jego kuzyni – znani archeolodzy Eustachy i Konstanty – posiadał autentyczne uzdolnienia w tym kierunku, na dodatek połączone z niebywałym wprost wyczuciem miejsca, gdzie należy kopać. W Karnaku w ciągu trzech pierwszych dni odkrywa m.in. pozłacane naczynie i „bardzo piękną złotą figurkę bożka Ammona-Re”, co może przyprawić o zazdrość niejednego współczesnego archeologa. Jednak radość ze zdobytej wolności nie trwała długo. Pierwsza część Dziennika, opublikowana w Paryżu w 1863 roku kończy się w chwili, gdy nadzorca rządowych wykopalisk uroczyście zakazuje Tyszkiewiczowi prowadzenia wykopalisk na terenie tebańskiej nekropoli, zastrzeżonym dla Mariette’a. Dalsza część relacji nie została opublikowana we francuskim wydaniu z uwagi na koleje wydarzeń. Otóż tłumacz towarzyszący wyprawie Tyszkiewicza zaskakująco poinformował hrabiego o tajnej umowie, jaką zawarł z kilkoma strażnikami pilnującymi wykopaliska w Tebach, którzy obiecali że „w nocy pilnować nie będą w pewnym wąwozie za górami Assasif”. Tym sposobem pojawiła się należycie następnie wykorzystana możliwość kilkugodzinnych poszukiwań. Hrabia opisuje ten proceder tymi oto słowami: „jutro w nocy mamy odbyć pierwszą sekretną ekspedycję. Sumienie coś tam mruczy, ale żyłka antykwaryczowska przemaga i już marzę o mumijach i sarkofagach”.
Wykopaliska w Tebach Zachodnich przyniosły rewelacyjne wyniki. Oprócz znalezionych luźno mumii: jednej w barwnym kartonaży, a drugiej w sarkofagu (którego część znajduje się w Luwrze; oba zabytki pochodzą zapewne z X wieku p.n.e.), po trzech dniach ekipa natrafia na grób nie otwierany od czasów starożytnych, co już samo w sobie jest rewelacją. W grobie zaś u stóp czterech skrzyń grobowych na ziemi leżących stał „stołek z drzewa sykomorowego – wklęsły u wierzchu, na nim błękitna fajansowa misa, na dnie której jakieś zeschłe resztki potrawy”. Dziś owa misa znajduje się we Francji, natomiast stołek, który także został podarowany Luwrowi, w ramach stałego depozytu przekazanego przez to muzeum trafił do Warszawy i obecnie znajduje się w Muzeum Narodowym. Tutaj zawędrował także, przekazany z Łohojska, papirus Księgi Umarłych piastunki Kai, który został znaleziony przy jednej z mumii odkrytych w tym samym grobie. Co prawda wykopaliska prowadzone przez Michała Tyszkiewicza w dzisiejszej dobie spotkałyby się z najsurowszymi sankcjami i potępieniem, jednak wówczas stanowiły raczej przykładny wzór. Na szczególną uwagę zasługuje ich dokumentacja – trafne opisy niektórych zabytków i sytuacji, w jakich zostały znalezione – znacznie przewyższa większość dawniejszych publikacji archeologicznych. Dokumentacja miała być kompletna i opublikowana wraz z drugą częścią Dziennika, co czego niestety nie doszło. Manuskrypt z tablicami przedstawiającymi odkryte przedmioty nie został do tej pory odnaleziony.

## Kolekcja zabytków

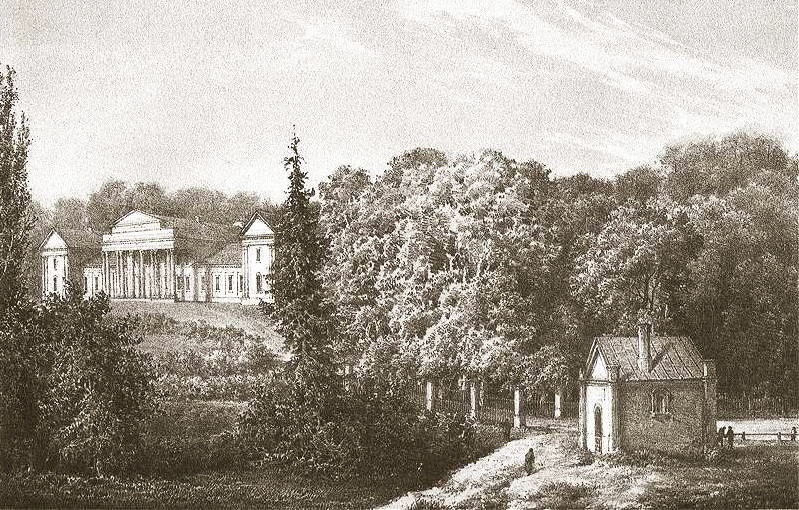
Napoleon Orda, pałac Tyszkiewiczów w Łohojsku

W sumie, na podstawie danych inwentarzowych z kilku muzeów oraz informacji opublikowanych w prasie XIX wieku, można ocenić wielkość zgromadzonej w Egipcie kolekcji Michała Tyszkiewicza na co najmniej 800 obiektów. Po powrocie hrabia ofiarował część zabytków Muzeum Luwru (w liczbie 196 obiektów), natomiast wbrew rozpowszechnionemu mniemaniu, większość trafiła na Litwę. Najliczniejsza kolekcja z Łohojska przekazana przez członka rodu Tyszkiewiczów trafiła w 1901 roku do Warszawy, jako dar dla Towarzystwa Sztuk Pięknych „Zachęta” w liczbie 626 eksponatów. Dziś uratowana z pożogi wojennej część tej kolekcji znajduje się w Muzeum Narodowym w Warszawie. Rodzina Tyszkiewiczów była liczna i w kilku miejscowościach (takich jak Birże, Czerwony Dwór koło Kowna, Wilno i Landwarów, Wołożyn, Gródek na Białorusi) spotykamy pałace rodowe, w których zgodnie ze zwyczajem tego okresu gromadzono księgozbiory i tzw. gabinety osobliwości, czyli muzea pałacowe. Michał Tyszkiewicz przywiózł z pewnością i podarował większości swych krewnych prezenty – pamiątki z podróży, zapewne w postaci wykopanych przez siebie oryginalnych zabytków egipskich. Sześć lat przed wyprawą hr Michała powstało Muzeum Starożytności w Wilnie założone przez znanego uczonego archeologa Eustachego Tyszkiewicza. Nie dziwi więc ofiarowanie dla tegoż muzeum między 11 marca a 11 kwietnia 1862 roku, 222 antyków egipskich. Później tego samego roku, posłał tam ponadto dwie mumie dziecięce i kilka innych przedmiotów. W wyniku zawieruchy dziejowej litewska kolekcja Tyszkiewicza uległa rozproszeniu, m.in. jej część trafiła do dzisiejszego Państwowego Muzeum Historycznego w Moskwie.

## Kolekcjoner sztuki antycznej

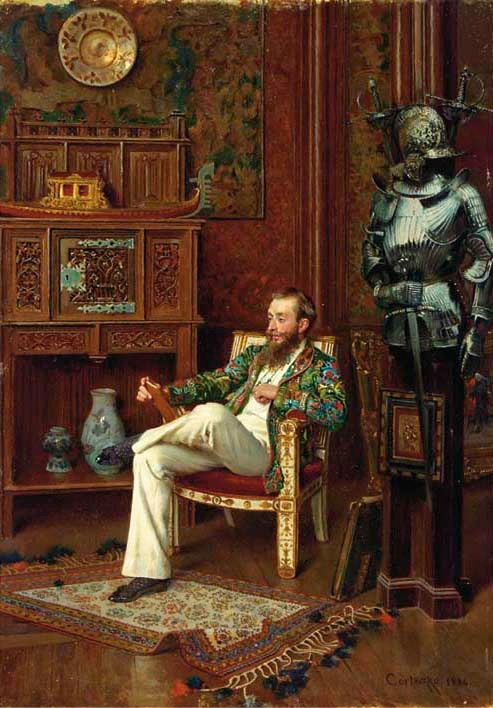
Oreste Cortazzo, Portret Michała Tyszkiewicza z 1884 roku

W dalekich Włoszech Michał Tyszkiewicz rozpoczynał nowy rozdział swego życia, związany z kolekcjonerstwem antyku, które miało mu przynieść sławę.
Odziedziczywszy w 1862 roku po stryju, hr. Janie Tyszkiewiczu ordynację w Birżach w północnej Litwie, swe znaczne dochody przeznaczył odtąd na zakupy starożytnych zabytków, zwłaszcza rzeźb, biżuterii, gemm i monet głównie pochodzących z wykopalisk na terenie Italii, gdzie mieszkał przez większość życia. Zasłynął jako jeden z największych kolekcjonerów dzieł antyku, obdarzony przy tym wykwintnym gustem.
Zakupy starożytnych obiektów nie były jedyną pasją Tyszkiewicza. Drugie źródło gromadzenia zabytków stanowiło prowadzenie własnych poszukiwań archeologicznych. W roku 1863 zakupił willę w Neapolu w celu prowadzenia wykopalisk w tamtej okolicy. Pierwszym terenem badań było cmentarzysko starożytnego miasta Kume, w Kambanii nad Morzem Tyrreńskim, jednej z najstarszych kolonii greckich w Italii i ważnym ośrodku kultury, gdzie znajdowała się niegdyś słynna wyrocznia Sybilli. Kolejnym miejscem wykopalisk było Baje, wypoczynkowa miejscowość dla zamożnych Rzymian. Prawdopodobnie oba stanowiska nie przyniosły spodziewanych rezultatów, skoro Tyszkiewicz skierował swoje zainteresowania ku położonym niedaleko od Kume i Neapolu ruinom słynnej Pompei – miasta zniszczonego w wyniku wybuchu Wezuwiusza w 79 roku n.e. Jednak wniesiona propozycja prowadzenia tam badań nie została przyjęta, co spowodowało, że hr. Michał przeniósł się z Neapolu do Rzymu, gdzie jego aktywność wykopaliskowa trwała kilka następnych lat. W okolicy miasta Ancjum – rezydencji kilku cesarzy rzymskich – odkrył ślady starożytnej świątyni. Następnie prowadził badania na terenie etruskiego miasta Weje oraz m.in. na słynnej starożytnej drodze Via Appia w Rzymie. W owym czasie kolekcjonował on głównie brązy antyczne i rzymskie monety. Chętnie pozbywał się dziel sztuki antycznej, które pragnął zastąpić nowymi obiektami. I tak jednym z jego klientów został Napoleon III, któremu Tyszkiewicz sprzedał kilka brązów antycznych m.in. figurkę przedstawiającą odpoczywającego Herkulesa z III w. przed n.e. Później Napoleon III podarował je do Muzeum Luwru i do dzisiaj znajdują się one w jego kolekcjach.
Niestety w 1870 roku z powodu problemów reumatycznych, a przede wszystkim ze względu na zmianę sytuacji politycznej we Włoszech, zarzucił on prowadzenie wykopalisk, poświęcając się odtąd całkowicie swej pasji kolekcjonerskiej, którą rozbudziła wcześniejsza podróży do Egiptu. We Wspomnieniach starego kolekcjonera czytamy: „Moja podróż do Egiptu i wykopaliska, które tam prowadziłem, wywarły wielki wpływ na moje życie, ponieważ od tego czasu moja miłość do archeologii stawała się coraz silniejszą i w roku po moim powrocie (na Litwę) zdecydowałem się wyjechać i żyć w kraju, gdzie mógłbym zaspokoić to pragnienie”.
W Rzymie Tyszkiewicz spędzał głównie zimowe miesiące. Dziś, dzięki jego korespondencji do Wilhelma Froehnera, niemieckiego uczonego mieszkającego w Paryżu, znamy jego kolejne adresy zamieszkania w Rzymie, gdzie przez pewien czas mieszkał przy 25, a przez ostatni rok przy 24 via Gregoriana. Każdego roku wyjeżdżał do Francji, gdzie się zatrzymywał w podparyskiej miejscowości Neuilly-sur-Seine, w domu pod numerem 40 przy rue de Chézy. Jego dom w Rzymie stanowił swego rodzaju muzeum, gdzie się spotykali najwybitniejsi znawcy sztuki starożytnej owej epoki, pośród których miał wielu przyjaciół jak senator Giovanni Barrocco, antykwariusz Francesco Martinetti, czy Wolfgang Helbig. Sam Tyszkiewicz był przez nich uznawany za nieocenionego eksperta w numizmatyce, w sztuce rzeźbionych kamieni i kamei oraz we wszelkiego rodzaju falsyfikatach. Le Conte Polacco odznaczał się szczególnie wysokim wzrostem, nosił długą imponującą rudą brodę, był serdeczny i pogodny.
Michał hr. Tyszkiewicz zmarł 18 listopada 1897 roku w Rzymie w wieku 69 lat i został pochowany na cmentarzu Campo Verano w Rzymie. Po jego śmierci jego kolekcja została wystawiona na licytację w Paryżu w Hotelu Drouot w dniach 8, 9 i 10 czerwca 1898 roku. Muzeum Luwru zakupiło wówczas kilka antyków do swych departamentów, m.in. uskrzydlonego koziołka za sumę 29600 franków oraz egipski posąg leczący z czarnego bazaltu za sumę 21500 franków.
„Gdyby jego zbiory nie zostały rozproszone, żaden kolekcjoner-znawca nie mógłby się z nim równać: ani rzymscy kardynałowie z XVI wieku, ani milionerzy naszego stulecia” – pisał były konserwator Luwru Wilhelm Froehner, autor katalogu aukcyjnego z 1898 roku.
Francuski archeolog, Charles Rouit sygnalizuje liczne publikacje i sprawozdania poświęcone temu właśnie katalogowi oraz dziełom z egipskiej kolekcji hrabiego.
Obecnie zabytki z kolekcji Tyszkiewicza zdobią kolekcje Paryża, Londynu, Kopenhagi, Bostonu i Rzymu, w niewielkiej części Warszawy i Wilna.